# 格雷格·托兰德

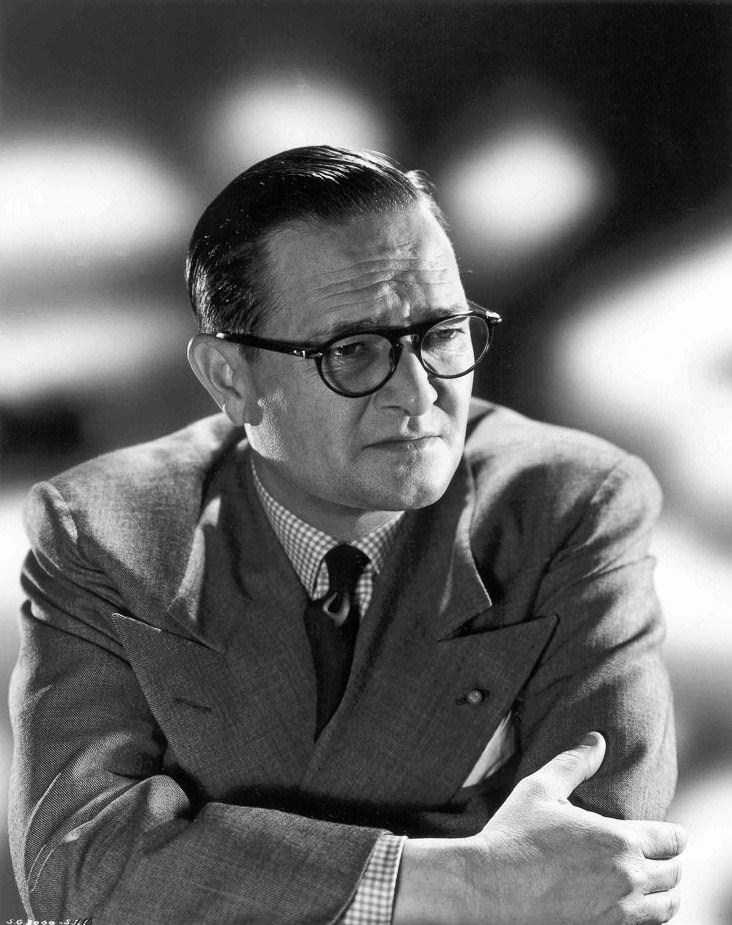
格雷格·托兰德

格雷格·托兰德（1904年5月29日 – 1948年9月28日）是一位美国攝影指導，他是呼啸山庄（1939年）、奧森·威爾斯执导的公民凯恩（1941 年）、威廉·惠勒执导的黄金时代（1946年）、南方之歌（1946年）以及约翰·福特执导的愤怒的葡萄的摄影师。托兰德曾六次获得奧斯卡最佳攝影獎提名，并凭借呼啸山庄最终获奖。 